# Юдалл, Том
Томас Стюарт «Том» Юдалл (англ. Thomas Stewart "Tom" Udall; род. 18 мая 1948, Тусон, Аризона) — американский дипломат и политик, представляющий Демократическую партию. Посол США в Новой Зеландии и Самоа с 2021 года, сенатор от штата Нью-Мексико (2009—2021).

## Биография
Сын Стюарта Юдалла, занимавшего пост министра внутренних дел в администрациях президентов Джона Кеннеди и Линдона Джонсона (1961—1969).
В 1970 году окончил Колледж Прескотта со степенью бакалавра искусств, в 1975 году — Даунинг-Колледж Кембриджского университета. В том же году поступил и в 1977 году окончил Университет Нью-Мексико со степенью доктора права.
В 1982 году Юдалл пытался избраться в Палату представителей США от новообразованного 3-го избирательного округа Нью-Мексико, но проиграл праймериз Демократической партии Биллу Ричардсону. В 1988 году, он снова участвовал в выборах в Конгресс, но уже от 1-го избирательного округа (избиравшийся от него республиканец Мануэль Лухан отказался идти на одиннадцатый двухлетний срок); на этот раз Юдалл проиграл республиканцу Стивену Шиффу. С 1991 по 1999 год был генеральным прокурором Нью-Мексико.
В 1998 году опять избирался в Конгресс от 3-го округа и одержал победу над республиканцем Биллом Рэдмондом, победившим на досрочных выборах после назначения Ричардсона постоянным представителем США при ООН.
В ноябре 2007 года Юдалл заявил о намерении участвовать в сенатских выборах за место, освобождаемое уходящим на пенсию республиканцем Питом Доменичи. Ещё двое членов Палаты представителей — Хизер Уилсон и Стив Пирс участвовали в республиканских праймериз. Их победителем стал Пирс, однако Юдалл уверенно победил его, набрав 61 % голосов избирателей. Тогда же в Сенат от Колорадо был избран его двоюродный брат Марк Юдалл, а на сенатских выборах в Орегоне потерпел поражение их троюродный брат Гордон Смит. В 2014 году был избран на второй сенатский срок, набрав 55,6 % голосов избирателей.
25 марта 2019 года Юдалл заявил об отказе от участия в сенатских выборах, которые состоятся 3 ноября 2020 года, и соответственно, от переизбрания на третий срок. Новым сенатором стал его однопартиец Бен Лухан.